# Замък на Мазино
Замъкът на Мазино (на италиански: Castello di Masino) се намира в Мазино – подселище на село Каравино в регион Пиемонт, Северна Италия. Той е главна резиденция на графовете Валперга ди Мазино (Valperga di Masino) в продължение на десет века.
До епохата на Ренесанса е защитен от високи стени и внушителни наблюдателни кули, след което те са съборени, за да направят място за монументални и прекрасни градини с романтични характеристики, типични за аристократична Италия. Цялата сграда е изпъстрена със стенописи, изискани мебели и е дом на музей на каретите от 18 век.
Към 2021 г. замъкът е притежание и се управлява от Италианския фонд за околната среда (FAI). Той е част и от веригата „Замъци на Канавезе“.

## История
Замъкът е построен през 11 век по нареждане на благородническия род Валперга, който твърди, че произхожда от крал Ардуин от Ивреа. Поради стратегическото си положение крепостта веднага става арена на многобройни битки между различните знатни родове по онова време – Савоя, Савоя-Ахая, Висконти, самите графове Мазино и братовчедите им Валперга, борещи се за района на Канавезе.
През 16 век замъкът е съборен и е напълно възстановен от французите, когато става благородническо имение.
През 18 век той е обогатен с неокласически декорации. Именно в края на века имението напълно губи своята защитна функция и става окончателно провинциално имение, използвана за празненства, моменти на релаксация и забава.
Свидетелство за славното му минало са стенописно и пищно обзаведените зали, стаите на посланиците, частните апартаменти, салоните, панорамните тераси: изискан показ на културата на 16 и на 18 век. Този културен израз е виден и в пространствата, посветени на знанието, като ценната библиотека напр., в която се съхраняват над 25 хиляди древни тома.
След смъртта през 1988 г. на последния обитател на резиденцията  – Виктория Лойман, съпруга на граф Чезаре Валперга, синът ѝ Луиджи Валперга ди Мазино продава замъка на FAI. От 1989 г. замъкът е отворен за посещение.
Замъкът предлага множество събития и дейности като разходки с екскурзовод в лабиринта, консултация на книгите в красивата му библиотека и разходка с балон. Има и много занимания за деца като „Съкровището по стъпките на крал Ардуин“.

## Описание
Замъкът на Мазино е разположен на моренов хълм в центъра на равнината на Ивреа, в района на Канавезе, близо до Мореновия релеф „Ла Сера ди Ивреа“ и е заобиколен от огромен парк, в който е изграден лабиринт от жив плет.

### Интериор
Сред красивите стаи за посещение изпъква изящната Бална зала (Sala da Ballo), която е фино декорирана, с големи прозорци и има прекрасна гледка към зеленината на големия парк на замъка. Други зали са Залата с гербовете (Sala degli Stemmi), Залата на гоблените (Sala dei Gobelins) с великолепните гоблени и разкошно украсената Зала на боговете (Salone degli Dei), както и Галерията на поетите (Galleria dei Poeti).
Апартаментът на Кралската мадам, кръстен така поради дългия престой на Кралската мадам Мария Жана Батиста Савойска-Немур, е построен около 1670 г. по волята на граф Карло Франческо I ди Мазино за регентката на Савойския дом по модела на Херцогския замък Алие и на Кралския замък в Ракониджи. Спалнята е богата на скъпоценни и нежни коприни, и има изискано легло с балдахин.
От големата Лимонена тераса (Terrazza dei Limoni) и по-малката Тераса на олеандрите (Terrazza degli Oleandri) се открива очарователна гледка, заобиколена от зеленината и спокойствието на провинцията на Пиемонт.
Замъкът включва също конюшни от 18 век и Музей на каретите, които се намират в сграда, отделена от двореца и по-точно до входа на имението. В музея има 12 карети, повечето от 19 век, сред които и бебешка количка, направени от най-важните италиански производители от онова време.

### Парк и лабиринт
Подобно на замъка, гигантският и пищен парк също претърпява множество промени през вековете. През 18 век градините около замъка са замислени по класическа геометрична схема, която съчетава ренесансовите модели на италианската градина с декоративните украшения на френската. Настоящата конфигурация произтича от английското оформление, датиращо от първата половина на 19 век, което води до изграждането на т. нар. „Път на 22 завоя", който се спуска през гората към близкото градче Страмбино.
От 1988 г. до днес са извършени множество дейности по разкрасяването на парка. По проект на архитект Паоло Пейроне са засадени 110 хил. нарциса, чийто цъфтеж обявява настъпването на пролетта. В края на април паркът, благодарение на удивителния цъфтеж на 7000 бели цветя Spirea Van Houttey, се превръща в „Градина на облаците“.
В парка се намира вторият по големина ботанически лабиринт в Италия – сложен маршрут от живи плетове, реконструиран благодарение на дизайна от 18 век, намерен в архивите.
Цялата зелена зона е организирана в два отделни сектора, ориентирани в посока изток-запад според морфологията на терена. От моравата се развива величествена алея на запад, заобиколена от липи. Алеята завършва в тревистата площ, където е възможно да се посети лабиринтът. В източната част, в „английски стил“, се отварят широки тревисти простори, изравнени на различни нива. През първата половина на 19 век е построен неоготически храм, около който през пролетта цъфтят 7000 тъжници, украсяващи градината. На източната тераса се намира кипарисовата градина, която запазва знаците на геометричната и архитектурна обстановка, типични за градината в италиански стил.

### Вторичен достъп
Достъпът до замъка е бил възможен и от страната, противоположна на главния вход, през вторичен неасфалтиран път, чийто достъп е разположен от северната страна на хълма в местността Гравелино близо до Канала на Ивреа. Достъпът до голямата алея, защитена от голяма желязна порта, до 70-те години на 20 век е под ръководството на семейства наематели, изпълняващи ролята на стражи. Те са били гости на съседната нему къща, наречена „Швейцарската къща“ – двуетажна сграда с каменни покриви и таванско помещение, днес под закрилата на Министерството на културата на Италия.

## Любопитно
За тленните останки на крал Ардуин се носи следната история (предадена и от писателя Джузепе Джакоза):
Към втората половина на 17 век кардинал Фереро – абат на Фрутуария, смята за недостоен факта, че останките на Ардуин, отлъчен приживе от епископа на Ивреа, се съхраняват като скъпоценни мощи под високия олтар на абатството и към тях се развива дори култ, сякаш е светец. Абатът решава да ги погребе на светска земя, но един от монасите го проследява и узнава за мястото на погребението. Много години по-късно граф Филипо Сан Мартино ди Алие, който се хвали с произхода си от крал Ардуин, е информиран за мястото на погребението. Той кара да ексхумират тленните останки и нарежда да ги преместят в замъка му в Алие, където остават до 1764 г. През същата година замъкът преминава в ръцете на Савоя, за които не представляват интерес.
През 18 век маркиза Кристина ди Салуцо Миолан – съпруга на бившия собственик на Херцогския замък на Алие маркиз Джузепе ди Сан Мартино, е любовница на граф Франческо Валперга ди Мазино. От любов към графа и от неуважение към Савоя тя се промъква в Херцогския замък на Алие, открадва урната с праха на крал Ардуин и я занася в Замъка на Мазино при неговите „законни“ потомци. В параклиса на замъка тленните останки на крал Ардуин най-накрая почиват в мир.